# Saison 4 de Winx Club
Chronologie
Saison 3 Saison 5
La quatrième saison de la série d'animation Winx Club est diffusée du 15 avril au 13 novembre 2009 et comprend 26 épisodes. La série est créée par Iginio Straffi, fondateur du studio d'animation Rainbow. 
La saison se déroule après les événements de la saison précédente et le long métrage Winx Club : Le Secret du royaume perdu. Les fées se rendent sur Terre pour protéger la dernière fée terrestre des quatre sorciers du Cercle noir. Elles font progresser leurs pouvoirs magiques pour devenir des Believix,.

## Épisodes
| № | #  | Titre                                                    | Première diffusion | Première diffusion | Code de prod. |
| № | #  | Titre                                                    | Italie             | France             | Code de prod. |
| --- | -- | -------------------------------------------------------- | ------------------ | ------------------ | ------------- |
| 79 | 1  | Les chasseurs de fées I cacciatori di fate               | 15 avril 2009      | 26 octobre 2009    | 401           |
| Une nouvelle année commence à l'école d'Alféa. Les Winx passent un examen difficile afin d'atteindre un niveau supérieur de magie, le Believix...                                                                                        |    |                                                          |                    |                    |               |
| 80 | 2  | L'Arbre de Vie L'albero della vita                       | 17 avril 2009      | 27 octobre 2009    | 402           |
| Faragonda en apprend un peu plus sur «les sorciers du Cercle Noir». Elle en informe les Winx... |    |                                                          |                    |                    |               |
| 81 | 3  | La dernière fée de la Terre L'ultima fata della Terra    | 20 avril 2009      | 29 octobre 2009    | 403           |
| La dernière fée sur Terre vit à l'endroit où Bloom a grandi. Les Winx se rendent alors chez les parents adoptifs de Bloom, sur Terre. Sur place, elles décident de trouver un emploi...                                                  |    |                                                          |                    |                    |               |
| 82 | 4  | Le « Love and Pet » Love & Pet                           | 22 avril 2009      | 30 octobre 2009    | 404           |
| Les Winx ouvrent leur magasin qu'elles ont appelé «Love and Pet»... |    |                                                          |                    |                    |               |
| 83 | 5  | Le cadeau de Mitzi Il regalo di Mitzi                    | 24 avril 2009      | 31 octobre 2009    | 405           |
| Mitzi recherche un animal. Mais il arrive que ces gentilles petites bêtes se transforment en véritables monstres... |    |                                                          |                    |                    |               |
| 84 | 6  | Une fée en danger Una fata in pericolo                   | 27 avril 2009      | 2 novembre 2009    | 406           |
| Les Winx transforment, sans avoir recours à la magie, le premier étage de leur magasin en appartement. Leurs nouveaux amis terriens viennent les aider...                                                                                |    |                                                          |                    |                    |               |
| 85 | 7  | Winx Believix                                            | 29 avril 2009      | 3 novembre 2009    | 407           |
| Les Winx sont récompensées car elles ont découvert la dernière fée sur Terre. Elles obtiennent le Believix qui les aidera à se défendre contre «les sorciers du Cercle Noir»...                                                          |    |                                                          |                    |                    |               |
| 86 | 8  | Le cercle blanc Il Cerchio Bianco                        | 1er mai 2009       | 7 novembre 2009    | 408           |
| Une voix mystérieuse mène les Winx dans une vieille maison de campagne, qui semble cacher un important secret. Sur place, elles découvrent un objet magique : le cercle blanc...                                                         |    |                                                          |                    |                    |               |
| 87 | 9  | Le concert de Musa Nebula                                | 4 mai 2009         | 14 novembre 2009   | 409           |
| Les Winx découvrent que le fameux Cercle blanc est en réalité le dernier portail permettant d'accéder au monde où les fées de la Terre sont emprisonnées.                                                                                |    |                                                          |                    |                    |               |
| 88 | 10 | Le rêve de Musa La canzone di Musa                       | 6 mai 2009         | 21 novembre 2009   | 410           |
| Musa a conquis le producteur de musique lors de son audition : celui-ci décide de lui ouvrir les portes de la gloire, au grand dam de Riven, très jaloux de son amie...                                                                  |    |                                                          |                    |                    |               |
| 89 | 11 | Winx Club pour toujours ! Winx Club per sempre!          | 8 mai 2009         | 28 novembre 2009   | 411           |
| Les Winx tentent vainement de convaincre les Terriens de croire en la magie. Selon Tecna, ils croient plus facilement aux pouvoirs des super héros qu'à la magie des fées. Les filles décident alors de se conduire en super héroïnes... |    |                                                          |                    |                    |               |
| 90 | 12 | Papa… Je suis une fée ! Papà! Sono una fata!             | 11 mai 2009        | 5 décembre 2009    | 412           |
| Roxy se sert désormais de ses pouvoirs et elle donne la parole aux animaux du magasin. Pourtant, elle ne se sent pas encore pleinement fée...                                                                                            |    |                                                          |                    |                    |               |
| 91 | 13 | Le retour des fées sur la Terre L'attacco degli stregoni | 13 mai 2009        | 12 décembre 2009   | 413           |
| Les Winx, aidés par les Spécialistes, se lancent dans un dur combat pour les arrêter les Chevaliers. |    |                                                          |                    |                    |               |
| 92 | 14 | 7, le chiffre parfait 7: il numero perfetto              | 14 octobre 2009    | 19 décembre 2009   | 414           |
| Roxy commence à se familiariser avec ses nouveaux pouvoirs de «fée des animaux». Musa, quant à elle, fait la connaissance de Jason, un célèbre producteur de musique...                                                                  |    |                                                          |                    |                    |               |
| 93 | 15 | Quand la magie fait justice Lezioni di magia             | 16 octobre 2009    | 21 décembre 2009   | 415           |
| Les Winx gagnent en célébrité ce qui déplaît fortement aux sorciers du Cercle noir... |    |                                                          |                    |                    |               |
| 94 | 16 | Un monde virtuel Un mondo virtuale                       | 19 octobre 2009    | 28 décembre 2009   | 416           |
| Les Winx sont plus soudées que jamais grâce à leur groupe de rock. Avant de partir en répétition, elles mettent le Cercle blanc en sécurité...                                                                                           |    |                                                          |                    |                    |               |
| 95 | 17 | Le royaume des fées L'isola incantata                    | 21 octobre 2009    | 29 décembre 2009   | 417           |
| Madame Faragonda envoie les Winx sur l’île de Tir Nan Og afin de libérer les fées de la Terre, retenues prisonnières par Ogron et les sorciers du Cercle noir...                                                                         |    |                                                          |                    |                    |               |
| 96 | 18 | La nature en colère La furia della natura                | 26 octobre 2009    | 21 mai 2010        | 418           |
| Les filles inscrivent leur groupe de musique à une compétition, mais Diana, la fée supérieure de la nature, prépare un mauvais coup. |    |                                                          |                    |                    |               |
| 97 | 19 | Le royaume de Diana Nel regno di Diana                   | 28 octobre 2009    | 24 mai 2010        | 419           |
| Les Winx détiennent de nouveaux pouvoirs leur permettant d'aller libérer les Spécialistes emprisonnés dans le royaume de Diana... |    |                                                          |                    |                    |               |
| 98 | 20 | Le cadeau du destin I Doni del Destino                   | 30 octobre 2009    | 25 mai 2010        | 420           |
| Les Winx utilisent leur nouveau cadeau de la destinée afin de sauver la forêt amazonienne et libérer les Spécialistes... |    |                                                          |                    |                    |               |
| 99 | 21 | Le royaume de Sybilla La caverna di Sibylla              | 2 novembre 2009    | 26 mai 2010        | 421           |
| Les sorciers font irruption au beau milieu d'un concours de musique. Loin de vouloir se battre, ils demandent l'aide des Winx pour se défendre contre les fées de la Terre, avides de vengeance...                                       |    |                                                          |                    |                    |               |
| 100 | 22 | La tour de glace La torre gelata                         | 4 novembre 2009    | 27 mai 2010        | 422           |
| Les Winx affrontent Aurora, la fée du Nord, et tentent d'empêcher que la planète entière se transforme en iceberg... |    |                                                          |                    |                    |               |
| 101 | 23 | Le combat de Bloom La prova di Bloom                     | 6 novembre 2009    | 28 mai 2010        | 423           |
| Les Winx se battent pour arrêter les fées guerrières de Morgana. Mais, Nebula ne cesse de leur tendre des pièges... |    |                                                          |                    |                    |               |
| 102 | 24 | Que justice soit faite Il giorno della giustizia         | 9 novembre 2009    | 31 mai 2010        | 424           |
| Sur l'île de Tir Nan Og, le procès des sorciers a commencé. Justice va être rendue, mais c'est sans compter sur le plan maléfique que les sorciers ont préparé...                                                                        |    |                                                          |                    |                    |               |
| 103 | 25 | Le secret de Morgana Il segreto di Morgana               | 11 novembre 2009   | 1er juin 2010      | 425           |
| Nabu a réussi à stopper la magie noire en y laissant sa vie. Les Winx ainsi que les spécialistes sont dévastés par sa disparition... |    |                                                          |                    |                    |               |
| 104 | 26 | La glace contre le feu Ghiaccio e fuoco                  | 13 novembre 2009   | 2 juin 2010        | 426           |
| Nebula décide de regarder le monde différemment. Quant à Morgana, elle révèle tous ses secrets... |    |                                                          |                    |                    |               |